# Два с половиной человека
«Два с половиной человека» (англ. Two and a Half Men, также встречается вариант перевода «Два с половиной мужчины») — американский комедийный телесериал (ситком), созданный Чаком Лорри и Ли Аронсоном.
Пилотный эпизод был показан 22 сентября 2003 года на телеканале «CBS». 
В 2010—2011 гг. в США транслировался 8-й сезон; основной состав актёров сохранялся.
25 февраля 2011 года сериал был снят с эфира «CBS», а 7 марта было объявлено о расторжении контракта на съёмку в сериале с исполнителем главной роли Чарли Шином; на его место был утверждён актёр Эштон Кутчер.
13 марта 2014 года «CBS» продлил сериал на 12-й сезон, который стал последним в истории шоу. Финальный часовой эпизод сериала вышел в эфир 19 февраля 2015 года на телеканале «CBS».

## Сюжет
Холостяк и отъявленный ловелас Чарли Харпер (Чарли Шин) соглашается приютить своего брата Алана, бегущего от семейных неприятностей. Алан переживает развод со своей эгоистичной женой, с помощью своего адвоката отсудившей семейный дом и выуживающей из бедняги Алана алименты. И вот два брата делят кров, обитая в шикарном особняке, принадлежащем Чарли и расположенном в Малибу на самом берегу океана (Чарли пишет музыку для рекламных роликов, на чём неплохо зарабатывает, спуская деньги на выпивку, женщин и развлечения). 
Алан старается ужиться с братом и изменить свою жизнь с его помощью, но, похоже, неловкие ситуации и разочарования стали его вечными спутниками. 
Выходные дни и каникулы вместе с ними проводит сын Алана Джейк — бестолковый мальчишка, вынужденный набираться жизненного опыта в компании зануды отца и неисправимого гедониста в лице дядюшки.
В конце 3-го сезона Алан снова женится, и вновь неудачно. Но жизнь продолжается и, несмотря ни на что, братья по-прежнему вместе, и взрослеющий Джейк Харпер с ними.
В начале 9-го сезона становится известно, что Чарли погиб: в Париже его сбил поезд метро. Чета Харперов приняла решение продать его дом на берегу океана. В итоге его покупает некий Уолден Шмидт, интернет-предприниматель, сколотивший состояние на продаже корпорации Microsoft приложения с музыкальным алгоритмом. Находясь в депрессии и суицидальной готовности из-за развода со своей супругой, он встречает Алана, который находит с ним общий язык и смог отговорить его от самоубийства. Всё это привело к тому, что ребята подружились — Уолден купил дом на пляже и позволил Алану остаться в нём, пока тот не «встанет на ноги».
Прошло много времени. Алан до сих пор живёт в доме Уолдена, что со временем стало напрягать последнего, но ребята всё равно остаются друзьями. Джейк уже вырос и окончил школу. Не сумев поступить в колледж, он безнадёжно ищет работу. В конце концов, он контрактуется в армию. Теперь он общается с отцом только через Скайп и лишь изредка приезжает повидаться с ним и Уолденом.
В 11-м сезоне персонаж Джейк стал второстепенным, так как играющий его актёр Энгус Т. Джонс поступает в колледж. Его заменила девушка, которая представлена как ранее неизвестная дочь Чарли, ищущая своего отца. В последнем эпизоде 12 сезона выясняется, что Чарли был всё время жив. Сумасшедшая преследовательница Роуз продержала его 4 года в своём подвале в яме. Чарли сбегает, но гибнет на пороге своего дома от упавшего на голову рояля.

## Герои и актёры
- Чарльз Фрэнсис «Чарли» Харпер (Чарли Шин) — успешный музыкант, зарабатывающий на жизнь сочинением джинглов для рекламы. Когда заказы на джинглы иссякают, неожиданно перепрофилируется в композитора детских песенок и начинает зарабатывать ещё больше. Проживает в двухэтажном доме на берегу океана в Малибу, штат Калифорния, и ведет образ жизни отъявленного кутилы, которого волнует только секс, выпивка и азартные игры. В течение сериала два раза хотел жениться — на балерине Мие и на Челси. После разрыва отношений с Челси, по-пьяни, женится в Лас-Вегасе на стриптизерше-нимфоманке. Любит своего племянника Джейка и учит его тому, как общаться с девочками, играть в карты, делать ставки и многому другому, в чём сам Чарли, несомненно, дока. Читает специализированный журнал для музыкантов Keyboard и журнал American Turf, посвященный скачкам. Трусоват в делах, касающихся мужских разборок, не умеет драться; в одной из серий был унизительно побит Стивеном Тайлером из Aerosmith. 
После скандала и увольнения Ч. Шина продюсеры приняли решение избавиться от Чарли Харпера, убив его («толкнув» на рельсы в метро), чтобы сделать абсолютно невозможным его возвращение в сериал[11].
- Алан Джером Харпер (Джон Крайер) — дважды разведённый мануальный терапевт, преследуемый постоянным невезением. Ипохондрик. Страдает от множества комплексов, хочет изменить свою жизнь, однако очень боится при этом изменить своим идеалам. Потеряв свой дом и имущество, доставшиеся первой жене Джудит после развода, с начала сериала живёт у своего брата Чарли, куда возвращается вновь после второго брака. Интеллигентный, неловкий, педантичный.
- Джейкоб Дэвид «Джейк» Харпер (Ангус Джонс) — типичный подросток, неравнодушно относящийся к еде, телевизионным шоу и видеоиграм. Даже для своего возраста он не слишком умен, хотя порой с детской непосредственностью выдает меткие замечания в адрес отца и дяди.
- Джудит Харпер (во втором браке — Мельник) (Марин Хинкль) — первая жена Алана, неврастеничка, презирающая Алана и считающая его виновным в «погубленной молодости».
- Эвелин Харпер (Холланд Тейлор) — мать Чарли и Алана, агент по продаже дорогостоящей недвижимости. Остроумная и язвительная, молодящаяся светская дама холерического нрава и весьма стервозного характера, не обделённая мужским вниманием. В воспитании сыновей принимала лишь небольшое участие, однако, обделённая вследствие этого сыновним почтением и заботой, изображает из себя оскорблённую добродетель.
- Роуз (Мелани Лински) — соседка Чарли, влюблённая и постоянно его преследующая. Обаятельная и непосредственная, она явно «с приветом» как и другие члены её семьи, но несмотря на её странности, практически все герои прекрасно к ней относятся. Следит за Чарли и всем его семейством, всегда в курсе всех мелочей, связанных с жизнью Харперов. Входит в дом Чарли и покидает его зачастую через балкон, не используя лестницу, мстительна и неприлично богата. В конце восьмого сезона Чарли едет с ней в Париж. В начале девятого сезона Роуз убивает Чарли за измену, столкнув его под поезд в метро. В дальнейшем она будет преследовать и Уолдена.

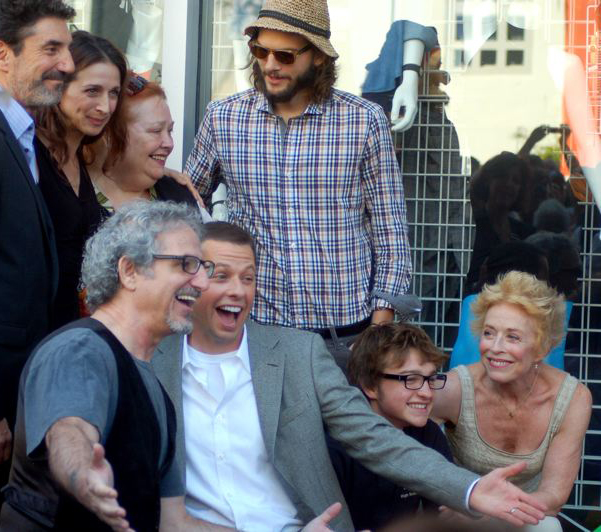
Актерский состав сериала (2011)

- Берта (Кончата Феррелл) — домработница Чарли, строптивая и грубоватая обитательница неблагополучных районов окраины, вынужденная работать с самого детства. Имеет нескольких детей (одна из её дочерей отбывает срок в тюрьме). К жизни относится с изрядной долей цинизма и не без юмора. Кладезь житейской мудрости, приправленной сарказмом. Чарли относится к ней как к члену семьи. Когда-то торговала поддельными джинсами, а также у неё был магазин пончиков напротив полицейского участка, но "...оказалось, что полицейские не любят платить за пончики..." и её бизнес прогорел.
- Кэнди (Эйприл Боулби) — одна из многочисленных подружек Чарли «на одну ночь», ставшая девушкой, а впоследствии и второй женой Алана (они сочетались браком совершенно неожиданно для всех в Лас-Вегасе). Непроходимая глупость 22-летней Кэнди и склонность к нимфомании сочетаются в ней с обаянием и детской непосредственностью, чем она и пленила сексуально неудовлетворенного Алана. Их отношения, поначалу складывавшиеся благополучно, испортились после женитьбы, что привело к разводу.
- Линдси МакЭлрой (Кортни Торн-Смит) — вторая, после Джудит женщина, с которой у Алана сложились долгосрочные отношения. Появилась в 7-м сезоне как мать друга Джейка — Элдриджа. У них быстро завязался бурный роман, и даже были предпосылки к переезду Алана в её дом, пока тот по случайности не сжег его. Начиная с 9 сезона встречается с ним скорее от безысходности и своего возраста, но при случае ищет повод найти себе более состоятельного и привлекательного любовника. В колледже снялась в низкобюджетном порно фильме, что до 9 сезона скрывала от Алана.
- Челси (Дженнифер Тейлор) — одна из немногих девушек, с которой у Чарли развились постоянные отношения. В конце шестого сезона переезжает жить к Чарли и становится его невестой, но в седьмом сезоне уходит от Чарли. Интересный момент: Челси — не первая роль Дженнифер Тейлор в этом сериале. Она появлялась ещё три раза: в роли Сюзанны в пилотной серии первого сезона, в роли Тины в первом и втором сезонах и в роли Нины в пятом сезоне.
- Уолден Шмидт (Эштон Кутчер) — персонаж, заменивший героя Чарли Шина в девятом сезоне после его смерти[12]. Интернет-миллиардер с разбитым сердцем, находится в стадии развода со своей женой Бриджит и на грани самоубийства. В начале девятого сезона будет претендовать на дом Чарли наряду с персонажами из других сериалов Чака Лорри, таких как «Дарма и Грег».
- Дженнифер Харпер (Эмбер Тэмблин) — персонаж, заменивший Джейка Харпера в 11-м сезоне. Дочь Чарли Харпера, лесбиянка. Поведением напоминает своего отца, представляясь зрителю как его женский вариант.

## Второстепенные персонажи
- Доктор Херб Мельник (Райан Стайлс[англ.]) — педиатр Джейка, стал постоянным любовником, а впоследствии вторым мужем Джудит и номинальным отцом её второго ребёнка (кто биологический отец, Алан или Херб, так и неизвестно, но присутствует немало намёков что это — Алан). Вдовец в первом браке. Увлекается садоводством.
- Доктор Линда Фримен (Джейн Линч) — психолог. Вначале по просьбе Джудит к ней приводят Джейка, впоследствии её клиентами становятся Алан, Чарли и Уолден. Иронична, цинична и откровенно получает удовольствие от исповедей братьев. В девятом сезоне призналась, что является лесбиянкой.

## Приглашенные звезды
Среди актёров, снявшихся в эпизодических ролях, множество звезд кино и шоу-бизнеса:
- Джуди Грир в роли Майры, сестры Херба (4 сезон, 20 серия), и, независимо, бывшей жены Уолдена
- Стефани Джейкобсен в роли Пенелопы, бывшей подруги Чарли;
- Клорис Личмен исполняет роль Нормы Сибари, соседки Чарли (III сезон, 9 серия);
- Джадд Нельсон исполняет роль Криса, бывшего мужа Линдси;
- Триша Хелфер исполнила роль Гейл, подруги Челси;
- Люси Лоулесс исполнила роль Памелы;
- Кей Панабэйкер, исполнившая роль Софи;
- Мартин Шин (отец Чарли Шина), исполнивший роль отца Роуз;
- Эмилио Эстевес (брат Чарли Шина) в роли лучшего друга Чарли Энди;
- Дениз Ричардс (бывшая жена Чарли Шина), сыгравшая одну из подружек Чарли;
- Меган Фокс в роли сексапильной внучки Берты;
- Сара Рю в роли дочери Берты, Наоми;
- Брук Шилдс, сыгравшая соседку Даниэль;
- Кевин Сорбо исполнил роль Энди — бывшего мужа Мэнди и отца Кэнди;
- Энрике Иглесиас в роли Фернандо;
- Шон Пенн в роли самого себя;
- Гарри Дин Стэнтон в роли самого себя;
- Элвис Костелло в роли самого себя;
- Стивен Тайлер в роли самого себя;
- Майкл Кларк Дункан в роли соседа Чарли, отца девушки Джейка;
- Джеймс Эрл Джонс в роли самого себя, распорядитель на «похоронах» Чарли;
- Роберт Вагнер в роли несостоявшегося мужа Эвелин Тедди Леопольда (на самом деле его имя Натан Кранк);
- Джон Эймос в роли любовника отца Челси Эда;
- Диора Бэйрд, известная по фильму в роли Ванды;
- ZZ Top в полном составе в роли самих себя;
- Тери Хэтчер сыграла сестру Джудит, которая занималась с Чарли сексом в гардеробе во время брачной церемонии Алана и Джудит;
- Хизер Локлир в роли адвоката Алана по разводу;
- Эммануэль Вожье в роли Миа; первая девушка, с которой у Чарли были длительные и серьёзные отношения;
- Эдди Ван Хален в роли самого себя в туалете студии, где записывалась Миа;
- Дженни Маккарти в роли дочери Тедди, Кортни (её подлинное имя Сильвия Фишмен, но для Чарли и остальных она остается Кортни);
- Кэрол Кейн в роли Шелли, матери Мелиссы;
- Майли Сайрус в роли Мисси;
- Майкл Болтон в роли самого себя;
- Софи Уинклман в роли Зои, подруги Уолдена;
- Эмили Осмент в роли дочери девушки Джейка и девушки Джейка;
- Джейми Прессли в роли матери девушки Джейка и девушки Джейка;
- Крис О’Доннелл в роли Джилл и Билла;
- Гэри Бьюзи в роли психа Гэри;
- Элисон Мичалка в роли Брук, девушки Дженнифер;
- Мила Кунис в роли Вивиан;
- Арнольд Шварценеггер в роли лейтенанта Вагнера;
- Кристиан Слейтер в роли самого себя.

## Эпизоды
| Сезон | Сезон | Эпизоды | Оригинальная дата показа | Оригинальная дата показа |
| Сезон | Сезон | Эпизоды | Премьера сезона          | Финал сезона             |
| ----- | ----- | ------- | ------------------------ | ------------------------ |
|       | 1     | 24      | 22 сентября 2003         | 24 мая 2004              |
|       | 2     | 24      | 20 сентября 2004         | 23 мая 2005              |
|       | 3     | 24      | 19 сентября 2005         | 22 мая 2006              |
|       | 4     | 24      | 18 сентября 2006         | 14 мая 2007              |
|       | 5     | 19      | 24 сентября 2007         | 19 мая 2008              |
|       | 6     | 24      | 22 сентября 2008         | 18 мая 2009              |
|       | 7     | 22      | 21 сентября 2009         | 24 мая 2010              |
|       | 8     | 16      | 20 сентября 2010         | 14 февраля 2011          |
|       | 9     | 24      | 19 сентября 2011         | 14 мая 2012              |
|       | 10    | 23      | 27 сентября 2012         | 9 мая 2013               |
|       | 11    | 22      | 26 сентября 2013         | 8 мая 2014               |
|       | 12    | 16      | 30 октября 2014          | 19 февраля 2015          |

## Премии
- Премия ALMA за выдающееся исполнение мужской роли — Чарли Шин (2008)
- Премия ASCAP за лучший телесериал (2004, 2005 и 2006)
- BMI Film & TV Awards — Чак Лорри (2004, 2005, 2008 и 2009)
- People's Choice Awards: любимый новый комедийный сериал (2004), любимая комедия на ТВ (2007, 2008 и 2009)
- Девять Primetime Emmy Awards: актеру Джону Крайеру (2009 и 2012), оператору Стивену В. Сильверу (2007, 2011 и 2012), приглашённой актрисе Кэти Бэйтс (2012), монтажёру Джо Белла (2006 и 2007) и команде специалистов по звуковому сопровождению (2005)
- TV Land Awards: награда за «будущую классику» (2009)
- Премии Young Artist Awards за лучшую роль в телесериале комедийного жанра актеру Ангусу Джонсу (2004 и 2006)
- Две номинации Чарли Шина на Золотой глобус за лучшую роль на ТВ в жанре комедии или мюзикла (2005 и 2006)

## Скандалы

### Чарли Шин
28 января 2011 года Американская сеть CBS заявила о прекращении производства популярного телесериала «Два с половиной человека». Причина — заявления, поведение и состояние исполнителя одной из главных ролей в ситкоме — Чарли Шина, сообщает BBC.
Съемки проекта были приостановлены в январе, когда Шин попал в больницу с болями в животе. Позже выяснилось, что актёра госпитализировали после вечеринки в его доме, которая продолжалась 36 часов. Сразу после больницы актёр отправился в реабилитационный центр. До этого его приговаривали к месяцу тюрьмы и лечению в реабилитационном центре из-за проблем с алкоголем и наркотиками.
По плану Шин должен был вернуться на съемочную площадку 24 февраля, однако накануне актёр дал интервью, в котором в оскорбительной форме обвинил продюсера телешоу Чака Лорри в том, что тот плохо делает свою работу. Спустя несколько часов после появления этой записи CBS и Warner Bros Television объявили о том, что производство сериала в этом году не возобновится. Таким образом, в восьмом по счету сезоне ситкома будет всего 16 серий вместо запланированных 24. Кроме того, стало известно, что компании решили не платить Шину за уже отснятый материал; актёр потеряет около $1,2 млн.
Позже руководство американской телерадиосети CBS заявило, что приняло решение «простить» Чарли Шина и вернуть его на съемки сериала «Два с половиной человека». «Мунвес (глава CBS — прим.) сделает все возможное, чтобы заполучить Чарли обратно. Он уверяет, что некоторым людям нужно просто суметь простить Шина и с головой удариться в работу», — рассказал один из участников съемок. Warner Brothers отстранило актёра Чарли Шина от съемок из-за злоупотребления наркотиками и запрещенными препаратами. На протяжении недели представители администрации компании сомневались, стоит ли принимать столь кардинальные меры, поскольку проект является одним из самых прибыльных для них на данный момент, однако, по их словам, «сам Шин не оставил им выбора». Узнав о решении компании, Шин старался быть абсолютно невозмутимым: «А что, это очень даже хорошие новости! Мне не придется больше носить эти дурацкие рубашки, в конце концов!» — прокомментировал актёр постановление руководства корпорации.
16 сентября 2011 года Шин признался, что готов вернуться в сериал в качестве приглашённого актёра.
Начиная с 9-го сезона Шина заменил Эштон Кутчер.

### Ангус Т. Джонс
В ноябре 2012 года на сервисе YouTube появилось видеоинтервью Ангуса Джонса, в котором он назвал сериал «грязью» и частью сатанинского замысла, призвав зрителей отказаться от его просмотра: «Если вы смотрите „Два с половиной человека“, пожалуйста, прекратите это делать. Я работаю в этом шоу, но не хочу быть его частью. Не заполняйте голову грязью». Ролик был записан для христианской группы «Хроники Предтечи» (Forerunner Chronicles), службы которой посещает Джонс.